# Марка сбора в пользу судебных рассыльных

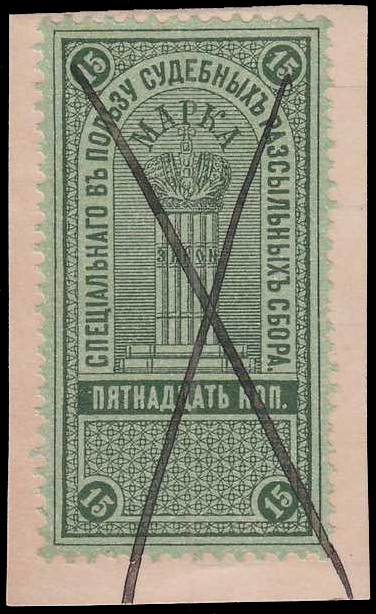
Марка сбора в пользу судебных рассыльных, Российская империя, 1887

Ма́рки сбо́ров в по́льзу суде́бных рассы́льных — вид фискальных марок, предназначавшихся для оплаты сбора на особое вознаграждение судебных рассыльных. Выпускались в Российской империи в конце XIX — начале XX веков.

## Российская империя

### Общероссийский выпуск

#### История
В Российской империи доставка тяжущимся сторонам повесток и других судебных документов являлась дополнительной услугой судебных учреждений, за которую взималась плата. 18 мая 1882 года Министерство юстиции России издало закон, согласно которому в штат судебных учреждений вводились судебные рассыльные. На них была возложена обязанность «сообщения тяжущемся повесток и бумаг, а также исполнение других действий, не относящихся к судебному решению». Первоначально сбор за доставку судебных документов взыскивался наличными деньгами. В 1887 году для этих целей были выпущены специальные марки. Выпуск марок определялся пунктом закона: «Судебные рассыльные получают жалование в размере, определяемым штатом, и сверх того за исполнение служебных действий особого вознаграждения, но также утверждённого в законодательном порядке». Это вознагражение фиксировалось погашением специальной марки — для «специального в пользу судебных приставов сбора».
Необходимость в марках сбора в пользу судебных рассыльных отпала после издания Министерством юстиции циркуляра № 36883 от 19 июня 1909 года, согласно которому в Российской империи к доставке судебной корреспонденции была привлечена государственная почта и выпущены судебно-почтовые марки «В пользу почтальона».

#### Описание

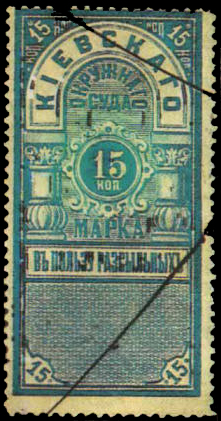
Марка Киевского окружного суда (1886)

На марках был изображён столп Закона; сверху дан текст: «Марка спеціальнаго въ пользу судебныхъ разсыльныхъ сбора», снизу — плашка для гашения с гильошированной одноцветной сеткой из переплетающихся эллипсов. Миниатюры печатались на белой тонированной с лицевой стороны бумаге в два приёма: сначала фон, потом типографским способом рисунок того же цвета, но более густой. Они неоднократно переиздавались и известны во многих оттенках основного цвета и степени тонирования бумаги.
Марки гасились пером или цветным карандашом, крест-накрест, нередко с датой. Самая ранняя из известных дат — 20 сентября 1893 года, самая поздняя — 26 января 1906 года. Встречаются гашения штемпелем «концентрические кольца», проколами «Е. О. С.», а также служебными штампами.

### Локальные выпуски

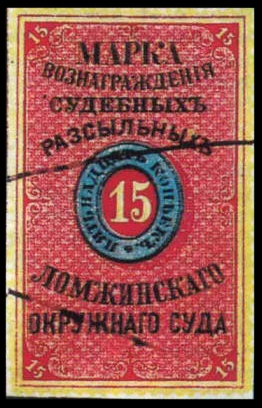
Марка Ломжинского окружного суда (1880)

#### Киевского окружного суда
Марки Киевского окружного суда в пользу рассыльных номиналами в 15 и 30 копеек вышли в 1886 году. Они были отпечатаны типографским способом синей краской на белой бумаге. На миниатюрах дан текст в орнаментальном оформлении: «Кіевскаго окружнаго суда марка в пользу разсыльныхъ».

#### Ломжинского окружного суда
Марки Ломжинского окружного суда выпускались в 1880 и 1884 году. Оба выпуска были отпечатаны типографской трёхцветной печатью красной, синей и чёрной краской на белой бумаге без водяных знаков и имели номинал в 15 копеек. На миниатюрах дан следующий текст: «Марка вознагражденія судебныхъ разсыльныхъ Ломжинскаго окружнаго суда». Первый выпуск не имеет перфорации, второй — с зубцовкой.

## Выпуск ГК ВСЮР

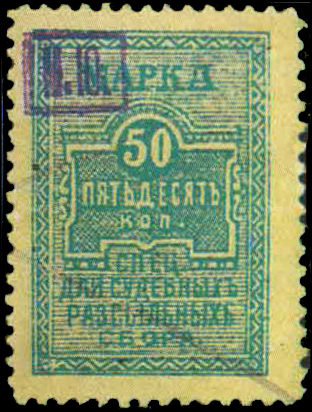
Марка сбора в пользу судебных рассыльных, ГК ВСЮР (1920)

В 1920 году Главное командование Вооружёнными силами Юга России (ГК ВСЮР) выпустило марку для оплаты доставки судебных документов. Её рисунок напоминал рисунок марки канцелярского сбора общегосударственного выпуска Российской империи 1887 года. На фигурном щитке цифрами и словами был указан номинал: «50 пятьдесятъ коп.». Выше щитка располагалось слово «марка», ниже в четыре строки — «спец. для судебныхъ разсыльныхъ сбора». Миниатюры были отпечатаны литографским способом серовато-голубой краской на белой рыхлой или сероватой бумаге без водяных знаков. В верхнем левом углу каждой марки имеется фиолетовая контрольная надпечатка — в прямоугольной рамке буквы «М. Ю.» (Министерство юстиции).